# 배경진 (1910년)
배경진(裵京鎭, 1910년 4월 18일 ~ 1948년 12월 30일)은 대한민국의 독립운동가이다.
평안북도 의주에서 출생하였으며 지난날 한때 평안북도 신의주에서 잠시 유아기를 보낸 적이 있고 평안북도 철산에서 성장하였다. 가수 배호(본명 배신웅)의 친백부(큰아버지)이기도 하다.
그가 사망할 당시 조카 배호는 일곱 살(7세)이었다. 그러나 그의 친조카 배호는 생전에 백부 배경진 그를 한 차례도 목도한 일이 없었다고 한다.

## 생애

### 주요 경력
- 1929년 2월, 평안북도 선천 신성고등보통학교 졸업
- 1929년 3월, 중화민국 산둥성 지난에 건너가 농경 및 중화민국 거류 한인 농민 계몽 활동.
- 1931년 6월, 조선 고국에 귀국하여 평안북도 의주에 잠입.
- 1931년 7월, 평안북도 의주군 위화면에서 위화청년단(威化靑年團)의 창단급 단장으로 추대되어 중화민국 둥베이 지방 지린성 지린에 건너가 주만참의부 독립군 입대 후 중화민국 둥베이 지방 지린성 지린과 중화민국 둥베이 지방 헤이룽장성 하얼빈 등을 중심 활약하는 대한독립군(大韓獨立軍)을 적극 지원하여 일본군에게 만보산 사건 대립 빌미, 그리고 대한제국 농민과 중화민국 농민 분쟁 역이용 빌미를 모두 제공한 채 도주하여 위화청년단 단원들과 함께 지린과 창춘과 선양에 있던 일본 경찰 주재소를 각각 습격하고 방화 공격하였지만 결국 일경에 피체.
- 1932년 4월 28일을 기하여 평안북도 신의주 지방법원(平安北道 新義州 地方法院)에서 소위 관련 소요죄로 징역 3년형 선고.
- 1934년 8월, 만기출감하여 중화민국 허난 성 카이펑(中華民國 河南省 開封)에 건너가 대한독립군 재입대하여 독립운동 지휘 활동.
- 1944년 3월, 그는 선우 진(鮮于鎭)·김중섭(金仲涉)·김중호(金仲浩) 등과 함께 대한민국 임시정부 예하 광복군 전방공작대 예하 소대장 조동린(趙東麟)의 협조 조치를 받아 대한광복군 제3지대에 재편입 입대.
- 1944년 4월, 조병걸(趙炳傑)과 함께 대한광복군 국내파견공작대 분대장 보임, 중화민국 허베이성 베이핑을 중심으로 조선인 유학생들의 비밀조직망을 구성하고 초모 공작 관련 활동을 전개.
- 1944년 5월, 조선 국내에 진입하여 평안도 지방에 대한광복군 관련 거점을 확보.
- 1945년 8월 15일, 중화민국 허베이성 한단에서 조선 광복을 목도하였고 그 직후 대한민국 임시정부 중화민국 허베이 성 주재 화베이 지구 특파선무단 부단장(特派宣撫團 副團長) 보임.
- 1946년 12월 3일, 대한 임정 예하 특파선무단 부단장(大韓 臨政 隸下 特派宣撫團 副團長) 재직시 중화민국 허베이 성 주재 화베이 지구 한단에서 예비역 대한광복군 상사 계급으로 전역.
- 1947년 6월 3일, 대한 임정 예하 특파선무단 부단장(大韓 臨政 隸下 特派宣撫團 副團長) 직위에서 한국독립당 중화민국지부 둥베이 지방 랴오닝성 안둥 주재 특파특무국 부국장(特派特務局 副局長)으로 직위 전보 보임.
- 1948년 8월 15일, 대한민국 정부가 대한민국 수도 서울에서 수립되었지만 끝내 귀국하지 못한 채 중화민국 산시 성 옌안에서 중공 소비에트 세력에게 고립됨.
- 1948년 11월 6일, 중국국민당 중앙군이 중화민국 산시 성 옌안에서 패망할 때 중화 소비에트 공산 분자에게 체포됨.
- 1948년 12월 30일, 중화 소비에트 공산 분자 세력에게 끌려갔고 끝끝내 중화민국 둥베이 지방 랴오닝성 안둥에까지 압송되어 주살됨.

## 사후
- 대한민국 정부는 고인의 공훈을 기리고자 1983년 대한민국 건국포장을, 1990년 대한민국 건국훈장 애국장을 각각 추서하였다.